# Отцы медицины (памятник)
Скульптурная композиция «Отцы медицины» была создана группой скульпторов в 1979—1986 гг и установлена у здания морфологического корпуса Пермской государственной медицинской академии (ул. Луначарского, 72). В эту скульптурную группу входят бюсты известных медиков:
- Гиппократа — скульптор А. А. Уральский;
- Н. И. Пирогова — скульптор А. А. Уральский;
- С. П. Боткина — скульптор В. А. Чествилов;
- И. П. Павлова — скульптор Ю. Ф. Екубенко;
- И. И. Мечникова — скульптор Н. Н. Хромов.

Распоряжением губернатора Пермской области от 5 декабря 2000 года № 713-р скульптурная композиция признана памятником истории и культуры.

## Похищение бюста Гиппократа

Бюст Гиппократа

В ночь с 3 на 4 июля 2001 года был похищен бюст Гиппократа.
25 июля 2001 года сотрудники Областного центра охраны памятников (ОЦОП) обнаружили исчезновение бюстов, в связи с чем в академию было направлено письмо № 380 следующего содержания:

При проведении инспекторской проверки сотрудниками Областного научно-производственного центра по охране и использованию памятников истории и культуры Пермской области обнаружено отсутствие расположенных на территории академии (ул. Луначарского, 72) памятников монументального искусства — бюстов «Отцов медицины» (Гиппократ, Н. И. Пирогов,С. П. Боткин, И. П. Павлов, И. И. Мечников).
Просим незамедлительно сообщить причину исчезновения указанных памятников, а в случае совершения в отношении них противоправных действий — данные о возбуждённом уголовном деле. При непредставлении данной информации ОЦОП будет вынужден ходатайствовать о возбуждении уголовного дела по ст. 243 УК РФ «Разрушение и уничтожение памятников истории и культуры» в отношении медакадемии, являющейся балансодержателем указанных памятников.

В ответ на это 27 июля ректор ПГМА выслал письмо № 4013:

Сообщаем, что в ночь с 3-е по 4-е июля 2001 г. с территории морфологического корпуса ПГМА был похищен бронзовый бюст «отца медицины», Гиппократа. По факту хищения были вызваны работники Ленинского райотдела милиции. Остальные 4-е бюста во избежание хищения были срочно демонтированы и перенесены на хранение в морфологический корпус.

3 августа 2001 года Областной центр охраны памятников письмом № 391 направил в РОВД Ленинского района г. Перми запрос «О хищении памятника истории и культуры „Бюст Гиппократа“ в г. Перми, ул. Луначарского, 72»:

В ночь с 3 по 4 июля 2001 г. произведено хищение бронзового бюста «отца медицины» Гипократа с площади перед морфологическим корпусом ПГМА (ул. Луначарского, 72). О факте хищения медакадемия сделала заявление в РОВД.
Ввиду того, что указанный объект монументального искусства в установленном законом порядке признан памятником истории и культуры (распоряжение губернатора Пермской области от 5.12.2000 г. № 713-р, приложение 4, п. 16), Областной научно-производственный центр по охране и использованию памятников истории и культуры Пермской области просит информировать о произведённых РОВД действиях и их результатах.